# Indie occidentali
Con il termine Indie occidentali gli europei del XV secolo indicavano quell'insieme di isole nel continente americano collocate fra la Florida e il Venezuela e comprese fra il Mar dei Caraibi, il Golfo del Messico e l'Oceano Atlantico, dove arrivarono alla fine del secolo navigatori spagnoli, guidati dall'italiano Cristoforo Colombo, e portoghesi.
Il termine veniva usato in contrapposizione a quello di "Indie orientali", che indicava invece il sud-est asiatico. All'epoca le conoscenze geografiche erano limitate alle terre fino ad allora raggiunte dagli europei e quindi viaggiando per mare verso occidente si pensava di poter arrivare alla costa orientale dell'India allora conosciuta soltanto attraverso i viaggi via terra. 
Soltanto nel secolo successivo, con le imprese di Ferdinando Magellano, si comprese che i territori raggiunti erano un nuovo continente ovvero il Continente americano. Il primo a intuire che quelle terre non erano l'Oriente ma un altro continente fu nel 1507 il fiorentino Amerigo Vespucci con le sue esplorazioni lungo le coste del Brasile e dell'Argentina. Il toponimo America nasce proprio dal navigatore che per primo fornì una precisa descrizione del Continente americano.
Nonostante le esplorazioni di Magellano e Vespucci, il termine Indie Occidentali è comunque rimasto in uso per descrivere le isole caraibiche, così come altri territori come il Belize e le tre Guyane (Guyana, Suriname e Guyana francese). Un esempio dell'uso ufficiale moderno del termine è nella nazionale di cricket delle Indie Occidentali, una selezione che partecipa alle competizioni internazionali di tale sport.

## Stati e territori delle Indie occidentali
Indie Occidentali
     Territori a volte inclusi nelle Indie Occidentali
     Subcontinente indiano
     Indie orientali
     Nuova Guinea Occidentale

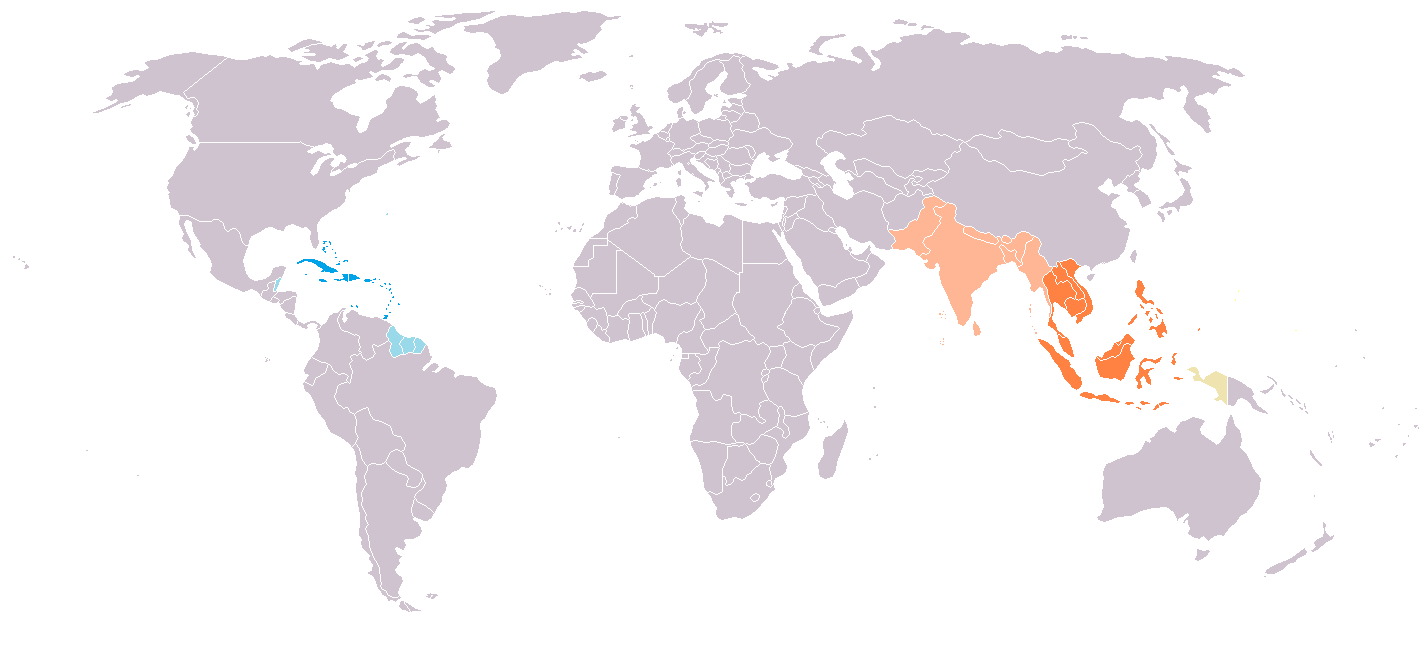
Indie Occidentali
Territori a volte inclusi nelle Indie Occidentali
Subcontinente indiano
Indie orientali
Nuova Guinea Occidentale

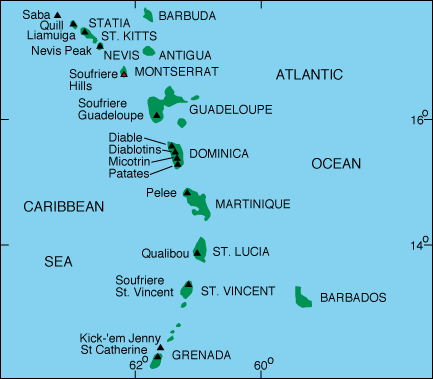
Piccole Antille (Indie Occidentali)

La regione include tutte le isole all'interno del mare Caraibico, più l'arcipelago delle Bahama (Bahamas e Turks e Caicos), che si trova nell'Oceano Atlantico.
Il termine può a volte includere anche altri territori geograficamente al di fuori di questa regione come il Belize (in realtà in America centrale), Guyana, Guyana francese e Suriname (in realtà in America meridionale) e le Bermuda (in realtà nel nord dell'Atlantico).

### Caraibi

#### Grandi Antille
- Cuba
- Giamaica
- Haiti
- Isole Cayman (Regno Unito)
- Porto Rico (Stati Uniti d'America)
- Rep. Dominicana

#### Piccole Antille

##### Isole Sottovento
- Aruba (Regno dei Paesi Bassi)
- Bonaire (Regno dei Paesi Bassi)
- Curaçao (Regno dei Paesi Bassi)

##### Isole Sopravento Settentrionali
- Anguilla (Regno Unito)
- Antigua e Barbuda
- Dominica
- Guadalupa (Francia)
- Isole Vergini Americane (Stati Uniti d'America)
- Isole Vergini Britanniche (Regno Unito)
- Montserrat (Regno Unito)
- Saba (Regno dei Paesi Bassi)
- Saint-Barthélemy (Francia)
- Saint Kitts e Nevis
- Saint-Martin (Francia)
- Sint Eustatius (Regno dei Paesi Bassi)
- Sint Maarten (Regno dei Paesi Bassi)

##### Isole Sopravento Meridionali
- Barbados
- Grenada
- Martinica (Francia)
- Saint Lucia
- Saint Vincent e Grenadine
- Trinidad e Tobago

### Isole Lucaie
- Bahamas
- Turks e Caicos (Regno Unito)

### Altri territori
- Belize
- Bermuda (Regno Unito)
- Guyana
- Guyana francese (Francia)
- Suriname